# Liste des gouverneurs actuels des départements colombiens
Cette page dresse la liste des gouverneurs actuels des 33 départements colombiens (32 départements au sens strict + le District de la capitale [dirigé par un maire]).

## Gouverneurs des départements et maire de Bogota
| Département              | Gouverneur                             | Parti | Parti                          | À partir du      | Anciens titulaires                                |
| ------------------------ | -------------------------------------- | ----- | ------------------------------ | ---------------- | ------------------------------------------------- |
| Amazonas                 | Oscar Enrique Sanchez Guerrero         |       | Pacte historique               | 1er janvier 2024 | Liste des gouverneurs de l'Amazonas (es)          |
| Antioquia                | Andrés Julián Rendón Cardona           |       | Centre démocratique            | 1er janvier 2024 | Liste des gouverneurs de l'Antioquia (es)         |
| Arauca                   | Manuel Alexander Perez Rueda           |       | Centre démocratique            | 1er janvier 2024 | Liste des gouverneurs de l'Arauca (es)            |
| Atlántico                | Eduardo Ignacio Verano De La Rosa (es) |       | Parti libéral colombien        | 1er janvier 2024 | Liste des gouverneurs de l'Atlántico (es)         |
| Bogota D.C.              | Carlos Fernando Galán                  |       | Nouveau libéralisme (es)       | 1er janvier 2024 | Liste des gouverneurs de l'Atlántico (es)         |
| Bolívar                  | Yamil Arana                            |       | Parti conservateur colombien   | 1er janvier 2024 | Liste des gouverneurs de Bolívar (es)             |
| Boyacá                   | Carlos Amaya (es)                      |       | Alliance verte                 | 1er janvier 2024 | Liste des gouverneurs de Boyacá (es)              |
| Caldas                   | Henry Gutierrez Ángel                  |       | Parti social d'unité nationale | 1er janvier 2024 | Liste des gouverneurs de Boyacá (es)              |
| Caquetá                  | Luis Francisco Ruiz Aguilar            |       | Indépendant                    | 1er janvier 2024 | Liste des gouverneurs de Caquetá (es)             |
| Casanare                 | César Ortiz Zorro                      |       | Alliance verte                 | 1er janvier 2024 | Liste des gouverneurs de Casanare (es)            |
| Cauca                    | Jorge Octavio Guzmán                   |       | Renaissance colombienne        | 1er janvier 2024 | Liste des gouverneurs de Cauca (es)               |
| Cesar                    | Elvia Milena Sanjuan Davila            |       | Parti social d'unité nationale | 1er janvier 2024 | Liste des gouverneurs de Cesar (es)               |
| Chocó                    | Nubia Carolina Cordoba Curi            |       | Parti libéral colombien        | 1er janvier 2024 | Liste des gouverneurs de Chocó (es)               |
| Córdoba                  | Erasmo Elias Zuleta Bechara            |       | Parti social d'unité nationale | 1er janvier 2024 | Liste des gouverneurs de Córdoba (es)             |
| Cundinamarca             | Jorge Emilio Rey Ángel                 |       | Renaissance colombienne        | 1er janvier 2024 | Liste des gouverneurs de Cundinamarca (es)        |
| Guainía                  | Arnulfo Rivera                         |       | Parti social d'unité nationale | 1er janvier 2024 | Liste des gouverneurs de Guainía                  |
| Guaviare                 | Yeison Ferney Rojas Martinez           |       | Parti conservateur colombien   | 1er janvier 2024 | Liste des gouverneurs de Guaviare                 |
| Huila                    | Rodrigo Villalba Mosquera (es)         |       | Parti libéral colombien        | 1er janvier 2024 | Liste des gouverneurs de Huila (es)               |
| La Guajira               | Jairo Aguilar Deluque (es)             |       | Parti social d'unité nationale | 1er janvier 2024 | Liste des gouverneurs de La Guajira (es)          |
| Magdalena                | Rafael Alejandro Martínez (es)         |       | Force citoyenne                | 1er janvier 2024 | Liste des gouverneurs de Magdalena (es)           |
| Meta                     | Rafaela Cortes Zambrano                |       | Centre démocratique            | 1er janvier 2024 | Liste des gouverneurs de Meta (es)                |
| Nariño                   | Luis Alfonso Escobar Jaramillo         |       | Pacte historique               | 1er janvier 2024 | Liste des gouverneurs de Nariño (es)              |
| Norte de Santander       | William Villamizar Laguado             |       | Indépendant                    | 1er janvier 2024 | Liste des gouverneurs de Norte de Santander (es)  |
| Putumayo                 | Carlos Andres Marroquin Luna           |       | Parti social d'unité nationale | 1er janvier 2024 | Liste des gouverneurs de Putumayo                 |
| Quindío                  | Juan Miguel Galvis Bedoya              |       | Creemos Colombia (es)          | 1er janvier 2024 | Liste des gouverneurs de Quindío (es)             |
| Risaralda                | Nicolas Ivan Gallardo Vasquez          |       | Parti libéral colombien        | 1er janvier 2024 | Liste des gouverneurs de Risaralda                |
| San Andrés y Providencia | Nicolas Ivan Gallardo Vasquez          |       | Parti libéral colombien        | 1er janvier 2024 | Liste des gouverneurs de San Andrés y Providencia |
| Santander                | Juvenal Díaz Mateus                    |       | Centre démocratique            | 1er janvier 2024 | Liste des gouverneurs de Santander (es)           |
| Sucre                    | Lucy Ines Garcia Montes                |       | Parti libéral colombien        | 1er janvier 2024 | Liste des gouverneurs de Sucre (es)               |
| Tolima                   | Adriana Magali Matiz (es)              |       | Parti conservateur colombien   | 1er janvier 2024 | Liste des gouverneurs de Tolima (es)              |
| Valle del Cauca          | Dilian Francisca Toro (es)             |       | Parti social d'unité nationale | 1er janvier 2024 | Liste des gouverneurs de Valle del Cauca (es)     |
| Vaupés                   | Luis Alfredo Gutierrez Garcia          |       | Peuple en mouvement            | 1er janvier 2024 | Liste des gouverneurs de Vaupés                   |
| Vichada                  | Hecson Alexys Benito Castro            |       | Parti social d'unité nationale | 1er janvier 2024 | Liste des gouverneurs de Vichada                  |